# 5834 Kasai
För andra betydelser, se Kasai.
5834 Kasai eller 1992 SZ14 är en asteroid i huvudbältet som upptäcktes den 28 september 1992 av de båda japanska astronomerna Seiji Ueda och Hiroshi Kaneda i Kushiro. Den är uppkallad efter amatörastronomen Kiyoshi Kasai.
Asteroiden har en diameter på ungefär 12 kilometer.